# Smeringopus thomensis
Smeringopus thomensis is een spinnensoort uit de familie trilspinnen (Pholcidae). De soort komt voor in São Tomé.